# قفز طولي في الألعاب الألمبية الصيفية 2012 - رجال

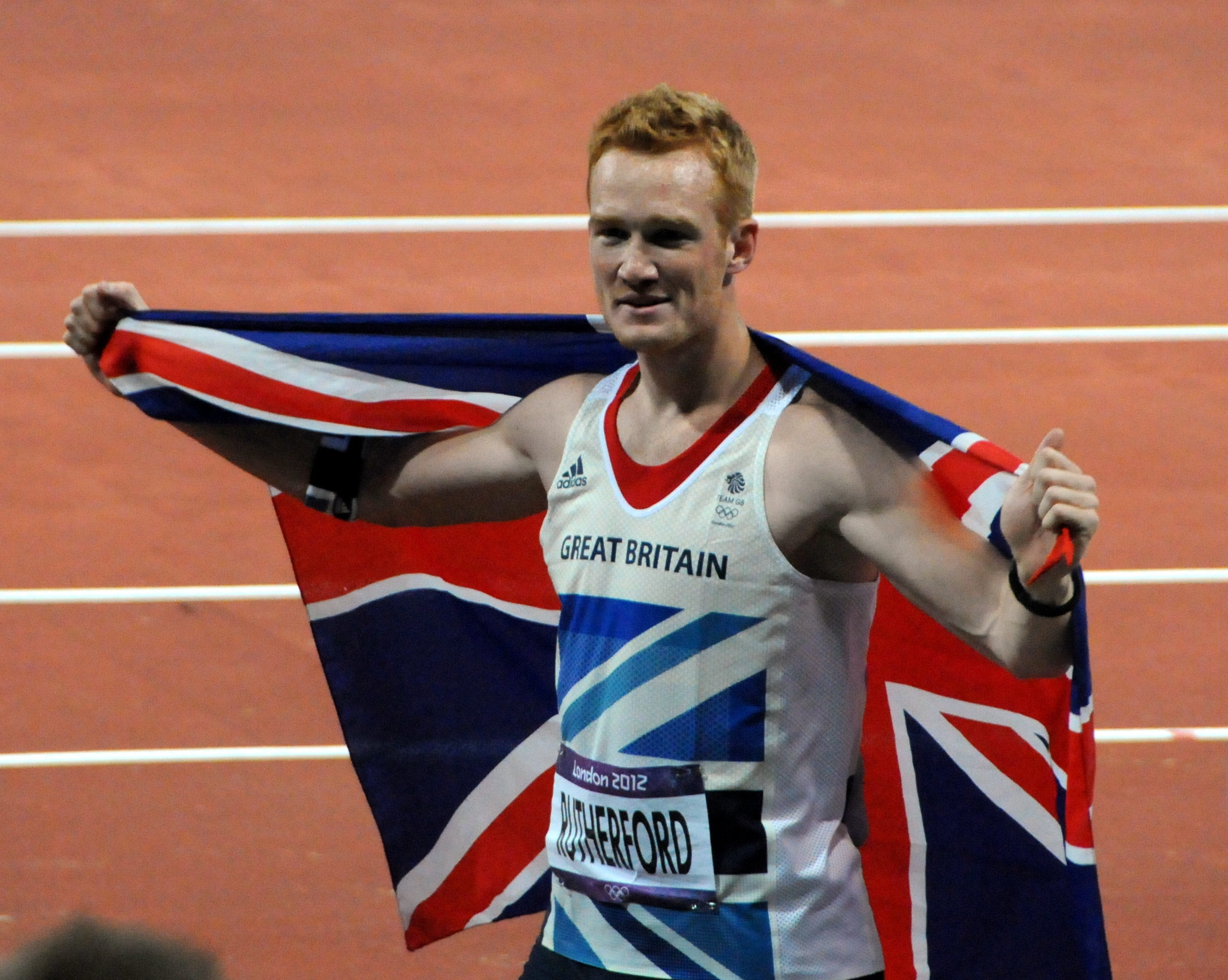

أقيم نهائي القفز الطولي رجال في الألعاب الأولمبية الصيفية 2012 يوم 4 أغسطس بالملعب الأولمبي بلندن
الحد الأدنى المؤهل للأولمبيات هو 8.20 م بالنسبة للحد (أ)، و 8.10 م بالنسبة للحد (ب)

## الرقم القياسي
الرقم القياسي العالمي و الأولمبي للفعالية قبل الألعاب الأولمبية :
| الرقم القياسي العالمي  | 8,95 م | مايك باويل الولايات المتحدة | 30 أغسطس 1991  | طوكيو  |
| الرقم القياسي الأولمبي | 8,90 م | يوب بيامون الولايات المتحدة | 18 أكتوبر 1968 | مكسيكو |

## المتوجون بالميدالية
| الذهبية                       | الفضية             | البرونزية                 |
| جريج راذرفورد المملكة المتحدة | ميتشل وات أستراليا | ويل كلاي الولايات المتحدة |

## وصلات خارجية
- الفعالية على موقع الألعاب الأولمبية 2012